# Cho Dae-seong
Cho Dae-seong Koreaans: 조대성, (13 oktober 2002) is een Zuid-Koreaans professioneel tafeltennisser. Hij speelt linkshandig met de shakehand-grip.

## Belangrijkste resultaten
- Brons bij het dubbelspel op de wereldkampioenschappen 2023 in Durban met Lee Sang-su.
- Brons met het team op de wereldkampioenschappen 2022 in Chengdu.